# Полицы (Ровненская область)
Полицы (укр. Полиці) — село в Варашском районе Ровненской области Украины. Административный центр Полицкой сельской общины.
До 2020 года входило во Владимирецкий район.
Население по переписи 2001 года составляло 1279 человек. Почтовый индекс — 34352. Телефонный код — 3634. Код КОАТУУ — 5620888001.